# 宮崎集
宮崎 集（みやざき つどい、1996年12月14日 - 2022年7月27日）は日本の女子トライアスロン選手。

## 経歴
富山県富山市出身。中学校のときは水泳をやっており、この頃からトライアスロンもやってみたいと思うようになった。富山県立富山中部高等学校では競歩をやっていたが大学に入る前に富山県トライアスロン協会の者から声がかったことから筑波大学体育専門学群に入学とともにトライアスロン部に入部、競技を始める。
2019年に大学卒業し、同年日本U23トライアスロン選手権優勝、第74回国民体育大会トライアスロン競技準優勝。
アリーディを経て、2020年4月サイサンガスワン入社、同年度より鹿児島県スポーツ協会（東京都トライアスロン連合）に強化指導員として所属。東京都を拠点にしていた。2022年6月の日本スプリント選手権で3位。
2022年7月27日午前9時35分頃、フランスのオルレアンにあるトライアスロン海外拠点で他2人とともに個人合宿を行っていたが、バイクの練習中に反対車線の方向へ転倒、起き上がろうとしたが対向車と接触して死亡、25歳。

## 人物
トライアスロンへの思い入れが人一倍強く、真面目で努力家、朝の練習の後に勉学もきちんとこなす文武両道。周りからは愛されキャラで笑顔が素敵な人気者だった。
梶原悠未は筑波大学の同級生で講義は隣同士で受けていた。